# Ueli Bodenmann
Ueli Bodenmann, född den 14 mars 1965 i Sankt Gallen i Schweiz, är en schweizisk roddare.
Han tog OS-silver i dubbelsculler i samband med de olympiska roddtävlingarna 1988 i Seoul.